# Blue Afternoon
Blue Afternoon è il quarto album di Tim Buckley, pubblicato dalla Straight Records nel novembre del 1969.

## Tracce
Brani composti da Tim Buckley
Lato A
1. Happy Time – 3:15
2. Chase the Blues Away – 5:10
3. I Must Have Been Blind – 3:40
4. The River – 5:47

Durata totale: 17:52
Lato B
1. So Lonely – 3:27
2. Cafe – 5:40
3. Blue Melody – 4:55
4. The Train – 7:53

Durata totale: 21:55

## Musicisti
- Tim Buckley – voce, chitarra a dodici corde
- Lee Underwood – chitarra, pianoforte
- David Friedman – vibrafono
- John Miller – basso acustico, basso elettrico
- Jimmy Madison – batteria
- Carter C.C. Collins - congas (brano: Blue Melody)
- Dick Kunc - tecnico del suono